# 黑頭前角單棘魨
黑頭前角單棘魨（学名：Pervagor melanocephalus），又名紅尾砲彈、黑頭前角魨、紅尾皮剝魨、黑前角鲀，为輻鰭魚綱魨形目鱗魨亞目單棘魨科前角單棘魨屬下的一个种，分布於印度西太平洋區，從東非至薩摩亞群島、馬紹爾群島等海域，為熱帶海水魚，棲息深度20-40公尺，本魚頭部與身體的前部為暗褐色或藍黑色，其餘的身體橘色，一個黑色的斑塊圍住鰓裂，尾鰭橘色，背鰭軟條與臀鰭黃色，第一背鰭棘暗褐色，背鰭硬棘1-2枚，背鰭軟條30-33枚，臀鰭軟條27-30枚，體長可達16公分，棲息在礁石區，生活習性不明，可作為食用於及觀賞魚。